# 김주용
김주용(1980년 1월 17일 ~ )은 롯데에서 뛰었던 전 야구 선수다. 통산 3경기 7.11의 평균차잭점을 기록했다.

## 출신 학교
- 성남고등학교
- 고려대학교